# Coleophora thymi
Coleophora thymi é uma espécie de mariposa do gênero Coleophora pertencente à família Coleophoridae.